# Карагюэль, Клеман
Клеман Карагюэль (фр. Clément Caraguel; 1816—1882) — французский писатель, сотрудник «Charivari» и «Journal des Débats», где он заменил Жюля Жанена в области драматической критики.
Из его пьес в репертуар Комеди Франсез вошёл «Le Bougeoir» (1852). Его повести составили сборник «Soirées de Taverny» (1854), статьи смешанного содержания — «Messieurs les Cosaques» (1854). Ему же принадлежат: «Souvenirs et aventures d’un volontaire garibaldien» (1861) и «Le Vrai Rochefort» (анонимно, 1868).